# NOeSIS
NOeSIS是日本同人社团Classic Chocolat（日语：クラシックショコラ）的成员Cutlass与其助手狸枕（日语：たぬきまくら）制作的系列同人游戏及其衍生作品，其重制版与第三部则由SpiritWorks株式会社开发。迄今共有三部作品（计划共五部）与前两部的重制版。该游戏制作使用了Nscripter和ONScripter引擎。

## 故事简介

### 01
为应付检查水箱的差事而在夕阳下来到教学楼顶天台的高中生鹿仓时雨，遇到了拥有读心能力、声称要自杀的神秘学姐。在目睹了一次跳楼事件后，与青梅竹马千代田小夜美、妹妹鹿仓忧姬等人卷入了一场连环死亡事件中……
最后，在一切都看似尘埃落定时，千夜发现了时雨多次挪动时间的真相，并判断时雨的寿命已经所剩无几。为保住时雨的寿命，一夜带时雨来到“时间银行”尝试对时间进行“还旧借新”。

### 02
在一夜学姐的安排下、再次重置了时间线后，世界却变得更加怪异。莫名其妙多出来的角色与死在五年前的学姐、仅剩三个月的寿命，路匪事件死灰复燃，一步步接近真相，揭开五年前的谎言……

## 登场人物

### 01、02人物

#### 鹿仓时雨
日语：／ Shishikura Shigure
名字由来：鹿仓山+旧日本海军白露型驱逐舰“时雨”。
本作主角，主要的玩家操纵角色。
17岁，高中二年级学生。父母是长期出差印度修建隧道的高级工程师，故其在日本与妹妹鹿仓忧姬相依为命。二人日常起居由邻居兼青梅竹马千代田小夜美照顾。
在天台遇到神秘学姐后，卷入了一系列事件中。在游戏中，他会不断重启时间线触发新的剧情。
能力：预知梦（移动时间的能力），Noesis（能看到真相的眼睛，不受所有虚假的阻碍）。
CV：岛崎信长（广播剧）/ 新井良平（游戏）

#### 鹰白千夜
日语：／ Takashiro Chiya
名字由来：旧日本海军布雷舰“白鹰”+《一千零一夜》（日语：千夜一夜物語）
高中三年级学生，前学生会长。成绩优秀、姿容端丽。
似乎拥有双重人格，与鹰白一夜共享一具躯体，是鹰白一夜的保护性人格。
身高：168cm；三围：85/60/87；生日：8月8日
能力：与他人对视时，可以读取他人的记忆，甚至可以看透他人寿命。此外，还能对人的身体意象进行破坏。
CV：佐藤聪美

#### 鷹白一夜
日语：／ Takashiro Maya
名字由来：旧日本海军布雷舰“白鹰”+《一千零一夜》（日语：千夜一夜物語）
本名：鹰白榧夜（日语：／ Takashiro Kaya）
鹰白千夜的姐姐，天鸟那由多分家多年的堂姐。于五年前死去，其幽灵随后与鹰白千夜诞生的鹰白一夜人格融合。
五年前与离家出走的鹿仓时雨在飞机场结识。
在02羽化篇中离开了鹰白千夜的身体，以镜中幽灵的形态出现在了鹿仓时雨与鹰白千夜面前。
18岁就成为了生化学家，是名天才研究员。
CV：佐藤聪美

#### 千代田小夜美
日语：／ Chiyoda Koyomi
名字由来：旧日本海军千岁型水上飞机母舰“千代田”+黄泉（羅馬化：yomi）之国
17岁，高中二年级学生，女篮部部员。
是鹿仓忧姬实际上的亲生姐姐。
时雨同年级的青梅竹马，代替鹿仓时雨和鹿仓忧姬不在家的双亲，照顾着他们的饮食起居。
五年前，试图通过杀掉正在杀害双亲的妹妹而阻止其行为。此后依靠时雨的父母提供的生活费独居并照顾鹿仓兄妹、以人偶替代父母独自生活以试图阻止警方发现妹妹身上的刑事责任。
身高：164cm；三围：78/55/79；生日：11月11日
能力：巨力。
CV：伊藤加奈惠

#### 鹿仓忧姬
日语：／ Shishikura Yuki
名字由来：鹿仓山+忧姬
本名：千代田由羽姬（日语：／ Chiyoda Yuuki）
高中一年级学生，鹿仓时雨的妹妹，女篮部部员。
实际上为千代田小夜美的妹妹。五年前因目睹有杀手尝试对自家灭门陷入癫狂，杀害了杀手和自己的双亲。此后时雨的父母帮助小夜美遮掩真相，给忧姬更改姓名并与时雨一同接受催眠，使他们以为彼此是兄妹关系。自此忧姬住在时雨家，被与原来的家庭和记忆隔绝开来，以避免她再度陷入癫狂。
由于五年前的事故，身体十分羸弱。
身高：147cm；三围：73/50/78；生日：1月20日
CV：田村由加莉

#### 笛吹遥
日语：／ Uzushiki Haruka
名字由来：笛吹岭+遥（指时间上的遥远）
时雨的同年级同学，女篮部部长。喜欢猫。
最后全身化作粉尘而死。
在自己的猫被鹿仓忧姬杀死并诬陷为他人所作后失手杀死女篮部某部员，由此受忧姬胁迫，使用红皮书的力量杀人。
最终全身化为飞灰而死。
身高：150cm；三围：70/53/74；生日：9月12日
CV：寺崎裕香

#### 古宫缘
日语：／ Furumiya Yukari
十六岁，高中二年级学生，女篮部部员。
千代田小夜美和笛吹遥的朋友。
其天真烂漫的性格是其肉体被自己的影子侵占后的结果。
对他人的杀意反应灵敏，拥有操纵影子进行捕食的能力。
CV：かなでももこ

#### 求闻持空子
日语：／ Gumonji Kuuko
外表27岁。于平安时代得到永生，实际年龄为1227岁。银行业务员，也是鹰白一夜的秘书。
觉得自己再不嫁出去就嫁不出去了，对此感到焦虑。
CV：中惠光城

#### 天鸟那由多
日语：／ Amadori Nayuta
名字由来：Amadori重排(美拉德反应中的一个过程)+那由多（梵语“多到没有数目可以计算”）
高中二年级学生，戏剧部部员。隶属于日本内阁情报调查室。诞生于一夜不成熟的技术下，因此寿命仅约一年。
为补偿寿命的问题，量产了自己的克隆体，并通过头发上的点心状发饰装置进行记忆同步。为了阻止鹰白一夜这类有着疯狂杀戮企图的人而四处活动，为此即便牺牲他人也在所不惜。是鹰白一夜和求闻持空子的天敌。
在02羽化篇中，时雨重置时间线后突兀而自然地插入时间线内。
能力：可以借由头上安装的点心型发饰装置（Kermes）对他人的记忆进行修改，并可进行有条件的时间操纵。
CV：加隈亚衣

### 03人物

#### 鹿仓瑞光
日语：／ Shishikura Zuikou
20岁，旧日本陆军飞行第245战队少尉。
时雨的前世，天鸟椿妃的兄长。
作为海军世家鹿仓家的五男，不顾父亲的反对进入陆军。
驾驶最先进的高速战斗机“飞燕”（三式战斗机），负责帝都（东京）防空。
CV：泽城千春

#### 天鸟椿妃
日语：／ Amadori Tsubaki
18岁，陆军感染症研究所所属。
千夜的前世，鹿仓瑞光的妹妹。与天鸟那由多同属天鸟家系，通过优生学制作出超人的超人计划的第一号。
一直在为某种目的收集死者的记录。
CV：佐藤聪美

#### 九手戴月
日语：／ Kokonote Taigetsu
21岁，旧日本陆军245飞行战队队长，上尉。
性格沉着冷静，心系部下。爱好是数学，对完全数有一种不可思议的痴迷。
与鹿仓瑞光少尉的父亲是好友，作为技术型士官与盟友德国进行联络飞行。
驻德时期，其人脉网络不仅延伸到德国，也延伸到敌国美国。
CV：奥村翔

#### 乡古苍星
日语：／ Gouko Sousei
21岁，陆军福生航空审查部，上尉。
是鹿仓瑞光的父亲和德国潜水艇联络后获得的最先进的喷气式战斗机“秋水”的测试飞行员。
在大刀洗飞行学校认识了鹿仓瑞光、九手戴月。
CV：岩中睦树

#### 千代田百舌鸟
日语：／ Chiyoda Mozu
19岁，鹿仓家的女仆。
千代田小夜美的前世，鹿仓瑞光少尉的青梅竹马。
与古宫镜花是姐妹,与千代田庵是亲戚。
CV：大和田仁美

#### 千代田庵
日语：／ Chiyoda Iori
跟乡古苍星是青梅竹马，致使他当军人的人物。
茶馆被空袭烧毁后，作为住在鹿仓少尉家的女仆工作。
极为冒失。
CV：上间江望

#### 古宫镜花
日语：／ Furumiya Kyouka
15岁。
鹿仓忧姬的前世。
沉默寡言。手上的镣铐是为了封印力量。
CV：太田彩华

#### 哈尔登·利尼亚克
日语： （HALDEN LIGNAC）
17岁
陆军245飞行战队伍长。
操纵潜水舰运输来的重武装FW-190D。
被驻德中的九手戴月所救，决心为日本而战。
CV：夏奏桃子

#### 乡古昴
日语：／ Gouko Subaru
乡古苍星的弟弟，少年天才机械师。
憧憬天空，却因哥哥乡古苍星反对，放弃做飞行员而转做机械师。负责对战机进行整备，改造和维护。
CV：小原莉子

## 衍生作品

### 广播剧

#### 第一章[註 1]
发布时间：2015年1月28日
CD碟数：2张
制作公司：HOBiRECORDS
制作监督：高宫宏臣

##### cv
鹿仓时雨：岛崎信长
鹰白千夜/一夜：佐藤聪美
千代田小夜美：伊藤加奈惠
鹿仓忧姬：田村由加莉

#### 第二章[註 1]
发布时间：2015年8月26日
CD碟数：3张
制作公司：HOBiRECORDS
制作监督：高宫宏臣

##### cv
鹿仓时雨：岛崎信长
鹰白千夜/一夜：佐藤聪美
千代田小夜美：伊藤加奈惠
鹿仓忧姬：田村由加莉
笛吹遥：寺崎裕香

### 漫画
状态：已完结，共四卷
原作：Classic Chocolat
构成：绯原俊介
作画：芹之由奈
平台：GANGAN ONLINE
出版社：史克威尔艾尼克斯（英語：Square Enix）
连载时间：2012年12月20日—2015年3月20日

### 小说

#### 单行本
本数：四本
作者：cutlass
插画：cutlass、狸枕
出版社：星海社

#### 文库本
本数：四本
作者：cutlass
插画：cutlass、狸枕
出版社：星海社
发行时间：2015年7月10日—9月11日

### 同人志（Graphic Novel Book）
所有Graphic Novel Book作者均为Cutlass、狸枕。
- 日语：，直译：「心之颜」；C81，C82发售
- 日语：，直译：「缺瓣的向日葵」；C82，C83发售
- 日语：，直译：「四月之萤」；C83发售
- 日语：，直译：「夏日里的捉迷藏」；C84发售。
- 日语：，直译：「食人之森」；C85发售。
- 日语：，直译：「雾与线」；C86发售
- 日语：，直译：「十二月的织女」；C87发售；发行日期：2014年12月30日
- 日语：，直译：「预定命运图」；C91发售
- 日语：，直译：「伪装人格temptation」；C92发售
- 日语：，直译：「退行欲求props」；C93发售
- 日语：；发行日期：2018年8月25日
- 日语：，直译：「鬼怪少女」；发行日期：2019年1月11日
- 日语：，直译：「想被束缚的地缚灵」；发行日期：2019年8月18日
- 日语：，直译：「耳朵日记」
- 日语：，直译：「十年后的诗之日记」
- 日语：，直译：「永不终止的车站」
- 日语：，直译：「看不见面容的人偶少女」；发行日期：2020年1月3日
- 日语：，直译：「无尽线路」；发行日期：2022年8月19日
- 日语：，直译：「收集腿的少女」；发行日期：2023年1月8日
- 日语：，直译：「命运的车轮」；发行日期：2023年8月23日
- 日语：，直译：「迷宫不动产」；发行日期：2024年1月12日
- 日语：，直译：「一夜学姐与情书」；发行日期：2024年8月19日